# Takumi Hashimoto
Takumi Hashimoto (japanisch 橋本 巧 Hashimoto Takumi; * 5. Januar 1989 in Sendai) ist ein ehemaliger japanischer Fußballspieler.

## Karriere
Hashimoto erlernte das Fußballspielen in der Universitätsmannschaft der Shizuoka-Sangyo-Universität. Seinen ersten Vertrag unterschrieb er 2011 bei Fujieda MYFC. Am Ende der Saison 2011 stieg der Verein in die Japan Football League auf. Am Ende der Saison 2013 stieg der Verein in die J3 League auf. Für den Verein absolvierte er 119 Ligaspiele. Ende 2016 beendete er seine Karriere als Fußballspieler.